# 11 mars 1837
Le 11 mars 1837 est le 70e jour de l'année 1837 du calendrier grégorien. Il s'agit d'un samedi.

## Événements
- Carlos Soublette devient président du Vénézuela. Il reste en poste jusqu'au 1er février 1839.
- L'un des premiers journaux afro-américains, The American Coloured, relaie plusieurs pétitions contre la discrimination à l'État de New-York[1].
- Quelques jours après la fin de son mandat, le président américain Andrew Jackson publie un discours d'adieu dans plusieurs journaux américains[2].
- La topographie de la ville australienne Adélaïde est complétée, trois mois après que la ville a été déclarée colonie britannique, le 26 décembre 1836.
- Le comté de Sangamon cède un territoire de deux acres et demi à l'État d'Illinois afin que celui-ci y construise le siège de son gouvernement. Un vote du 28 février 1837 avait en effet désigné la ville de Springfield, localisée à Sangomon, comme capitale administrative de l'Illinois[3].
- L'évêque de Kersaint-Plabennec autorise la construction de la chapelle de Lanvelar.

## Unes des journaux

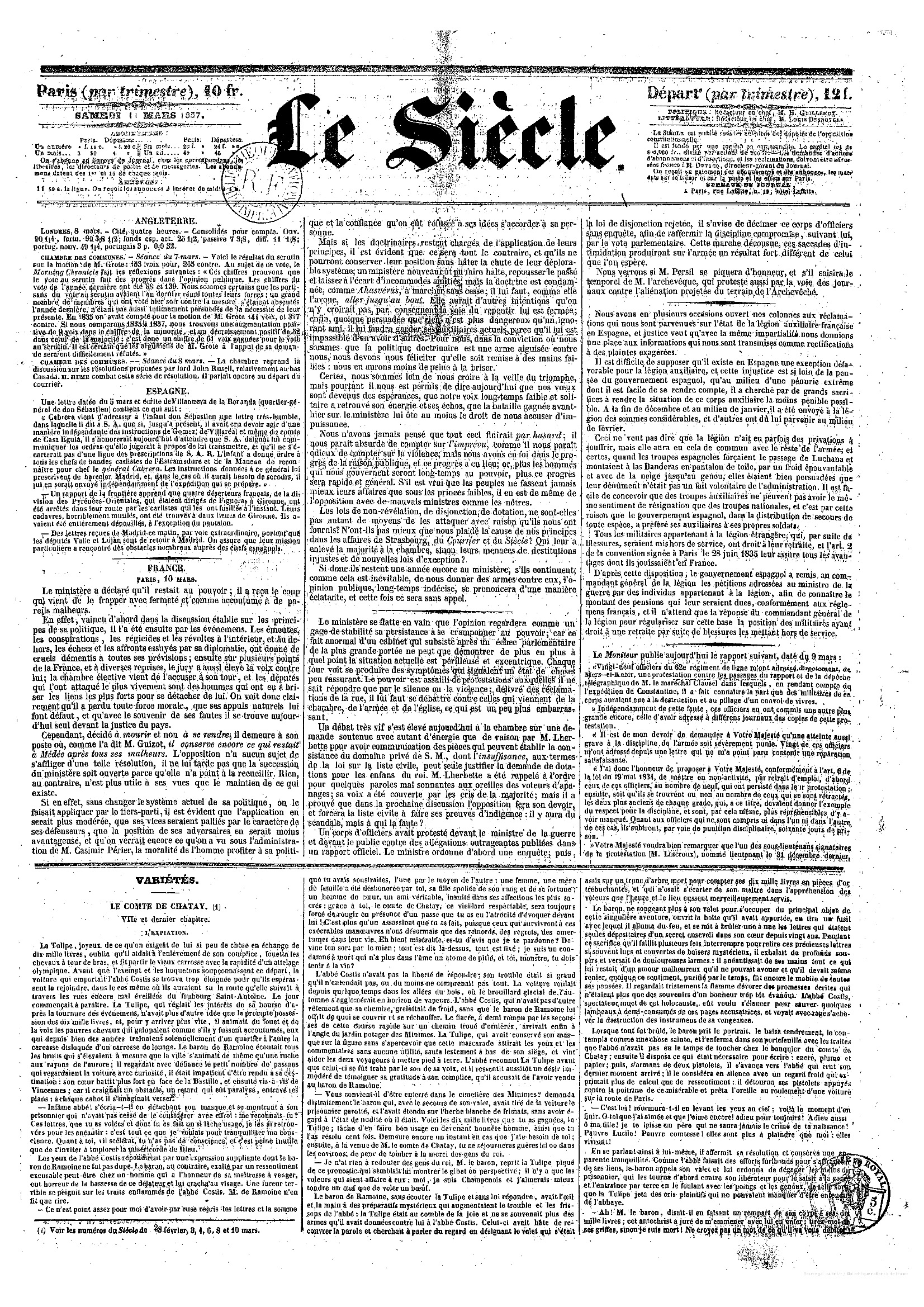
Le Siècle
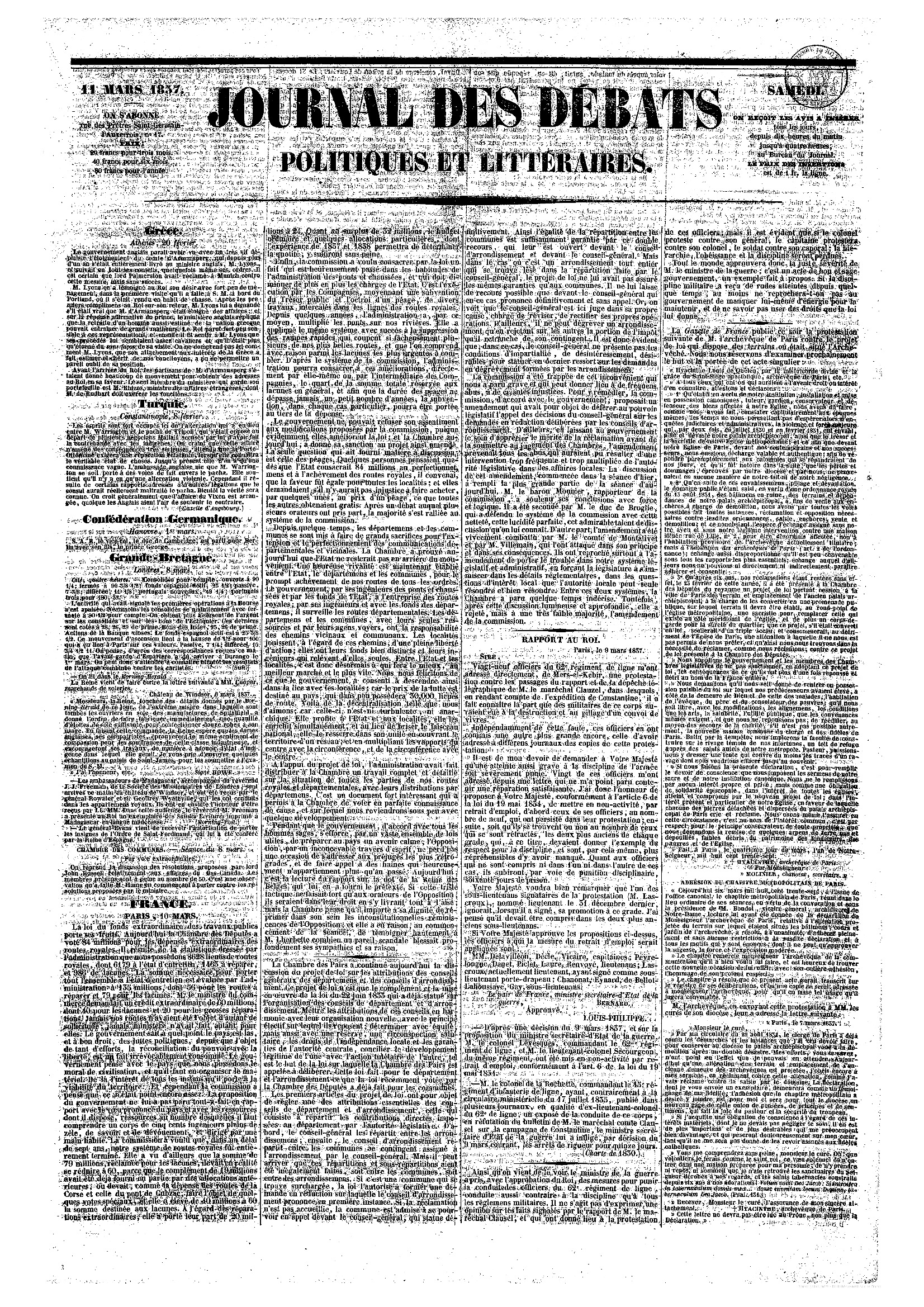
Le Journal des débats

## Cours de la bourse
| Valeur           | Ouverture  | Clôture    | Plus haut  | Plus bas   |
| ---------------- | ---------- | ---------- | ---------- | ---------- |
| 5 %, fin courant | 107,15 fr. | 107,10 fr. | 107,15 fr. | 107,10 fr. |
| 3 %, fin courant | 79,50 fr.  | 79,45 fr.  | 79,50 fr.  | 79,40 fr.  |

### Bulletins financiers
- « La stagnation la plus grande a régné aujourd’hui dans les affaires sur nos fonds, dont les cours se sont faiblement soutenu » (Journal des débats politiques et littéraires, 12 mars 1837, p. 3)
- « Un peu de baisse sur les consolidés a donné de la lourdeur à nos fonds, sur lesquels d’ailleurs la stagnation a été complète » (La Presse, 12 mars 1837, p. 3)

## Arts et divertissements
- Création de Il giuramento, opéra en trois actes de Saverio Mercadante à la Scala de Milan. Le livret de Gaetano Rossi est basé sur le drame de Victor Hugo, Angelo, tyran de Padoue.
- Création de Riquiqui, comédie en 3 actes, mêlée de chant, de Jules-Henri Vernoy de Saint-Georges et Adolphe de Leuven au Théâtre du Palais-Royal de Paris.

## Naissances
- Charles Lees, gouverneur de plusieurs colonies britanniques.

## Décès
- Louis François Jean Chabot, général français